# Mowag Piranha
Le Mowag Piranha est une famille de véhicules de combat d'infanterie conçus par le constructeur suisse Mowag, une filiale du groupe General Dynamics depuis 2004. Six générations de véhicules (en 2025), et ses nombreuses variantes, produits depuis le début des années 1970 à plus de 11 000 exemplaires par Mowag ou sous licence par d'autres compagnies, sont en service dans le monde.

## Caractéristiques
Depuis la conception de la première génération de ce véhicule blindé au début des années 1970, de nombreuses évolutions de cet engin versatile ont été mises sur le marché de l'armement allant du 6x6 au 10x10.

### Piranha IV
Le Piranha IV (en) a été conçu pour intégrer une nouvelle tourelle armée d'un canon jusqu'à un calibre de 40 mm. Le véhicule peut également être équipé d'une tourelle avec un canon de calibre 105 mm.
Le châssis reste plus ou moins identique aux autres modèles de Piranha, comme le Piranha II qui est toujours en production. Cependant des améliorations ont été apportées au blindage, ce qui modifie légèrement l'aspect extérieur du véhicule. Tout cela augmente également sa masse, qui passe à 25 tonnes, contre 18,5 tonnes pour un Piranha III 8 X 8. Ce véhicule a également été amélioré au niveau de l'emport, sa largeur passant de 2,60 m à 2,80 m. Un kit de surblindage est adapté sur la coque du véhicule et la protection contre les mines a également été améliorée. La caisse est en acier, et composée de plaques de blindage soudées.
Le moteur est un MTU Diesel, d'origine allemande, d'une puissance de 400 kW à 2 000 tr/min. La transmission ZF à sept rapports est également d'origine allemande. La vitesse maximale du véhicule est de 100 km/h, avec une autonomie de 750 km. La suspension est hydropneumatique à hauteur ajustable et à roues indépendantes.
Le véhicule qui était présenté à Eurosatory 2002 était équipé d'une tourelle biplace avec canon stabilisé IFV-30 de calibre 30 mm construit par la firme GM Defense Delco System. Le système de tir comprenait un viseur infrarouge pointable en hauteur de -10° à +45°. Une mitrailleuse coaxiale M240 de calibre 7,62 mm, ainsi que huit lance-grenades fumigènes complétaient l'armement du véhicule.
Comme pour toutes les autres familles de Piranhas, le Piranha IV donnera naissance à différentes variantes suivant les besoins des pays intéressés. En option, le véhicule peut disposer d'un système de protection NBC, de l'air conditionné, d'un treuil et d'un système de protection anti-incendie du moteur.
Une nouvelle version appelée Piranha V est depuis les années 2010 en production.
Le Piranha est également un véhicule amphibie.

### Piranha Heavy Mission Carrier [HMC]
Version 10x10 à châssis renforcé et moteur plus puissant présentée en 2024. Il est doté de « technologies avancées » en matière de transmission et de suspension multibras [MLS]. D’une masse de 40 tonnes, il serait en mesure de porter une charge utile de 17 tonnes, tout en affichant une « mobilité tout-terrain » et des « capacités de franchissement » supérieures, avec un rayon de braquage inférieur à 18 mètres.
KNDS Deutschland indique avoir noué un partenariat avec GDELS pour développer une version artillerie de calibre 155 mm pour ce nouveau véhicule, en y adaptant la tourelle RCH-155.

## Caractéristiques techniques
|                           | Piranha I                               | Piranha II                                                                | Piranha III                                                               | Piranha IV                                                           | Piranha V                                                                                        |
| Longueur                  | 6,3 m                                   | 6,8 m                                                                     | 6,96 m                                                                    | 7,24 m                                                               | 8 m                                                                                              |
| Largeur                   | 2,5 m                                   | 2,63 m                                                                    | 2,66 m                                                                    | 2,8 m                                                                | 2,99 m                                                                                           |
| Hauteur (coque)           | 1,9 m                                   | 1,9 m                                                                     | 2,17 m                                                                    | 2,2 m                                                                | 2,34 m                                                                                           |
| Masse à vide              | 9,5 tonnes                              | 10 tonnes                                                                 | 12,5 tonnes                                                               | 15 tonnes                                                            | 33 tonnes (chargé)                                                                               |
| Charge utile max.         | 3 tonnes                                | 4 tonnes                                                                  | 6 tonnes                                                                  | 10 tonnes                                                            |                                                                                                  |
| Volume interne utilisable | 8,5 m3                                  | 9 m3                                                                      | 11 m3                                                                     | 13,2 m3                                                              |                                                                                                  |
| Autonomie max.            | 540 km                                  | 660 km                                                                    | 500 km                                                                    | 750 km                                                               | 1 000 km                                                                                         |
| Vitesse max.              | 80 km/h                                 | 100 km/h                                                                  | 105 km/h                                                                  | 100 km/h                                                             | 100 km/h                                                                                         |
| Équipage + passagers      | 5                                       | 3 + 6                                                                     | 3 + 8                                                                     | 3 + 8                                                                | 3 + 8                                                                                            |
| Moteur                    | 275hp Detroit Diesel 6VT53T 6 cylindres | 275hp Detroit Diesel 6VT53T 6 cylindres                                   | 400hp Caterpillar C9 3126 diesel 6 cylindres I                            | 544hp MTU diesel                                                     | MTU 6V199 TE21 ou Scania DC13 430–480 kW (577–644 hp)                                            |
| Armement habituel         | 1 x MG 12,7 mm                          | 1 x MG 12,7 mm ou 1 x canon M242 25 mm 1 x MG coaxial 7.62 1 x MG 7.62 mm | 1 x MG 12,7 mm ou 1 x canon M242 25 mm 1 x MG coaxial 7.62 1 x MG 7.62 mm | 1 x MG 12,7 mm ou 1 x canon auto. Bushmaster II 30 mm 1 x MG 7.62 mm | 1 x MG 12,7 mm ou MOWAG apex mount ou 1 x lance-grenades 30 mm ou 1 x canon auto. UT-30MK2 30 mm |

## Modèles et dérivés
- Piranha I 4x4 / 6x6 / 8x8 
  - AVGP Grizzly, Cougar et Husky 6x6 (General Dynamics Land Systems Canada)
    - LAV-25 8x8 (GDLSC)
      - ASLAV (en) I 8x8 (GDLSC)
- Piranha II 6x6 / 8x8 / 10x10
  - Desert Piranha 8x8
  - LAV II 8x8 (GDLSC)
    - Bison (en) 8x8 (GDLSC)
      - ASLAV (en) II et III 8x8 (GDLSC)

    - Coyote 8x8 (GDLSC)
- Piranha III [6] 8x8
  - Piranha IIIC
  - Piranha IIIH 
    - LAV III, NZLAV (GDLSC)
      - Stryker (GDLSC)
- Piranha IV (en) 8x8
- Piranha V (en) 8x8
- Piranha LAV 6.0 :
  - LAV 6.0 Mk II 8x8 présenté fin mai 2025[7]

## Utilisateurs

### Piranha I
- Australian Army : 257 ASLAV (en)[8]

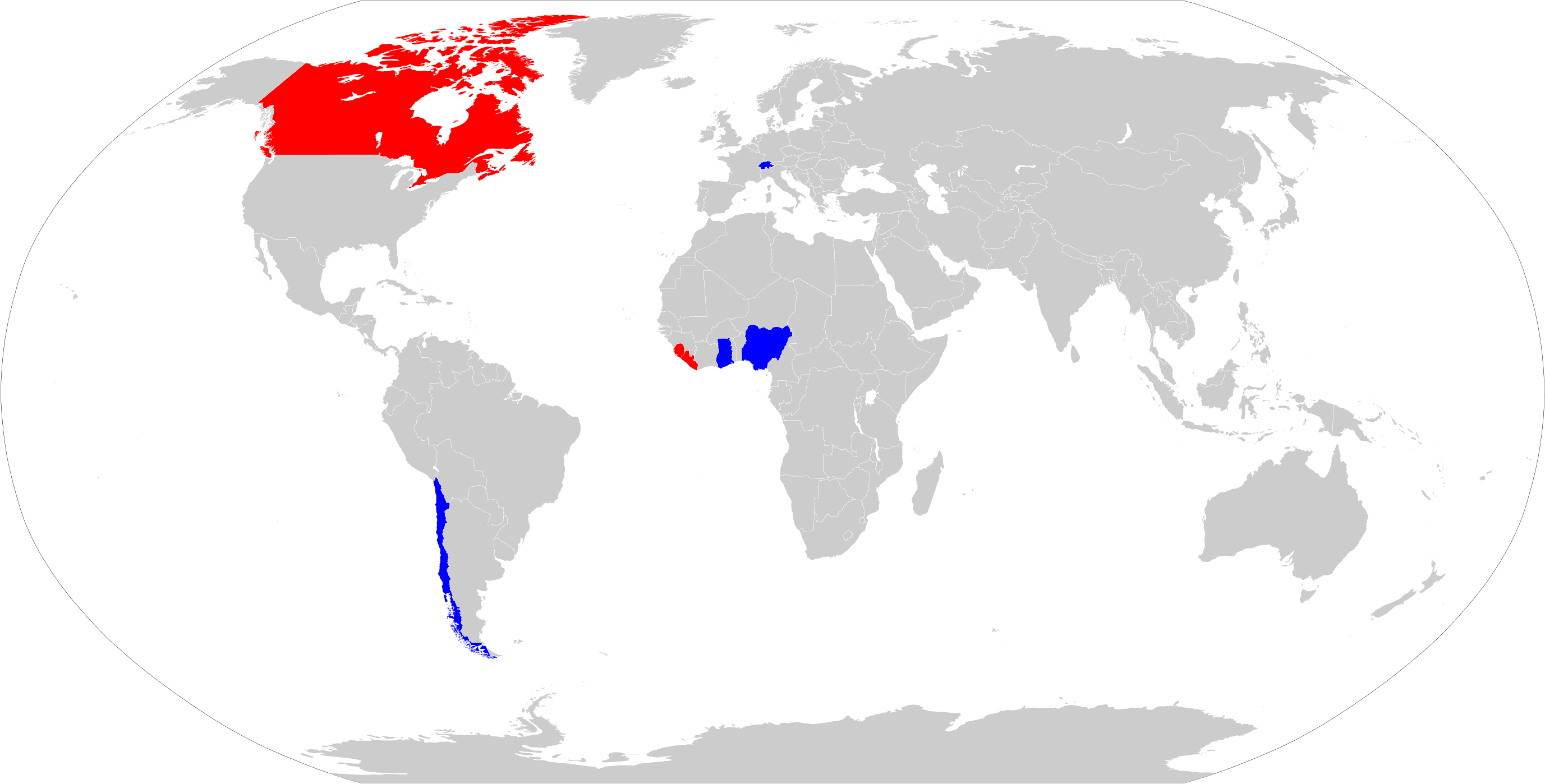
Carte des pays utilisant ou ayant utilisé le Piranha I

- Ejército de Chile, armée de terre chilienne : Piranha I 6x6 et 8x8 (Piraña). Les sources sont très divergentes quant aux types et au nombre de véhicules. Selon l'ouvrage Lav & Piranha de Gordon Arthur et Steve Hearn, le Chili a produit le Piranha I 4x4 et 6x6 sous licence par Industrias Cardeon SA. Approximativement 150 Piranha I 6x6, similaires à la version canadienne, ont été livrés. La licence a plus tard été transférée à la FAMAE (es), qui débute la fabrication du Piranha I 8x8 en 1993. Un total de 22 Piraña 8x8 équipés d'une mitrailleuse lourde de calibre 12,7 mm sur tourelle ont été livrés. Selon le SIPRI, 225 Piranha I 6x6, incluant 50 véhicules mortier de calibre 120 mm et 20 véhicules d'appui-feu avec canon de 90 mm, ont été commandés en 1980 et livrés entre 1981 et 1992. Et 30 (ou 120) Piranha I 8x8 commandés en 1991 ont été livrés entre 1994 et 2000[9].
  - 175 Piraña 6x6 assemblés sous licence par Industrias Cardoen et FAMAE, version transport de troupes, commandement, 40 antiaériens (tourelle israélienne TCM-20 avec 2 canons de calibre 20 mm), 1 canon GDB-B20 de 20 mm, 50 mortiers de 120 mm.
  - 22 Piraña 8x8 construits sous licence (acquise en 1987) par FAMAE. En 1990 est livré le premier d'une série de 100 véhicules commandés. Pour des raisons d'économie, la commande est finalement réduite à 22, l'achat de M113 A1 italiens d'occasion étant privilégié[10], armés d'une mitrailleuse lourde Browning M2 de calibre 12,7 mm.
  - 5 Piraña 8x8D (diesel) en service depuis 1995 construits sous licence par FAMAE à partir de 1993 et livrés à partir de décembre 1994, armés d'une mitrailleuse lourde Browning M2 de calibre 12,7 mm. Il peut transporter 3 membres d'équipage et 11 soldats assis au centre dos à dos (ou 2 + 12) qui y accèdent par deux portes à l'arrière du véhicule[11].
- United States Marine Corps : LAV-25, de General Motors
- Forces armées du Ghana : 60 Piranha I 4×4, 6×6 et 8×8[12] dont 30 6x6 et 30 8x8 livrés en 1980[5]. Selon le SIPRI, la commande de 1979 comptait 10 Piranha 4x4 (livrés en 1979) et 44 Piranha I 6x6 (8x8 possible), livrés en 1979-1980[9].
- Forces armées nigérianes : Piranha I 6x6 et 8x8 en service (version VTT et ARV). Livraison de 110 (ou 140[5]?) en deux séries, la première de 70 Piranha I 6x6 et 8x8 en 1980-1981[9] (ou 1982-1983[5]?), la seconde s'est achevée en 1988. L'armement principal est une mitrailleuse lourde de calibre 12.7 mm sur tourelle Mowag Type V 041[5].
- Armée suisse : 310 Piranha TOW Chasseur de chars 90 (de) / Panzerjäger 90, dont 40 transformés en ambulance (Programme d'armement 2005, livrés en 2006-2007)[13] et 160 transformés en véhicule de commandement armés du M153 P protector (Programme d'armement 2006, livrés en 2008-2010)[14]
- Armée de terre uruguayenne : 40 Cougar, 98 Grizzly et 5 blindés de dépannage (ARV) Husky. Anciens véhicules du Canada. Les Cougars ont été remis à neuf au Chili avant livraison en 2008/2009 (les tourelles ont été supprimées). Les Grizzly et les Husky ont été livrés en 2010.

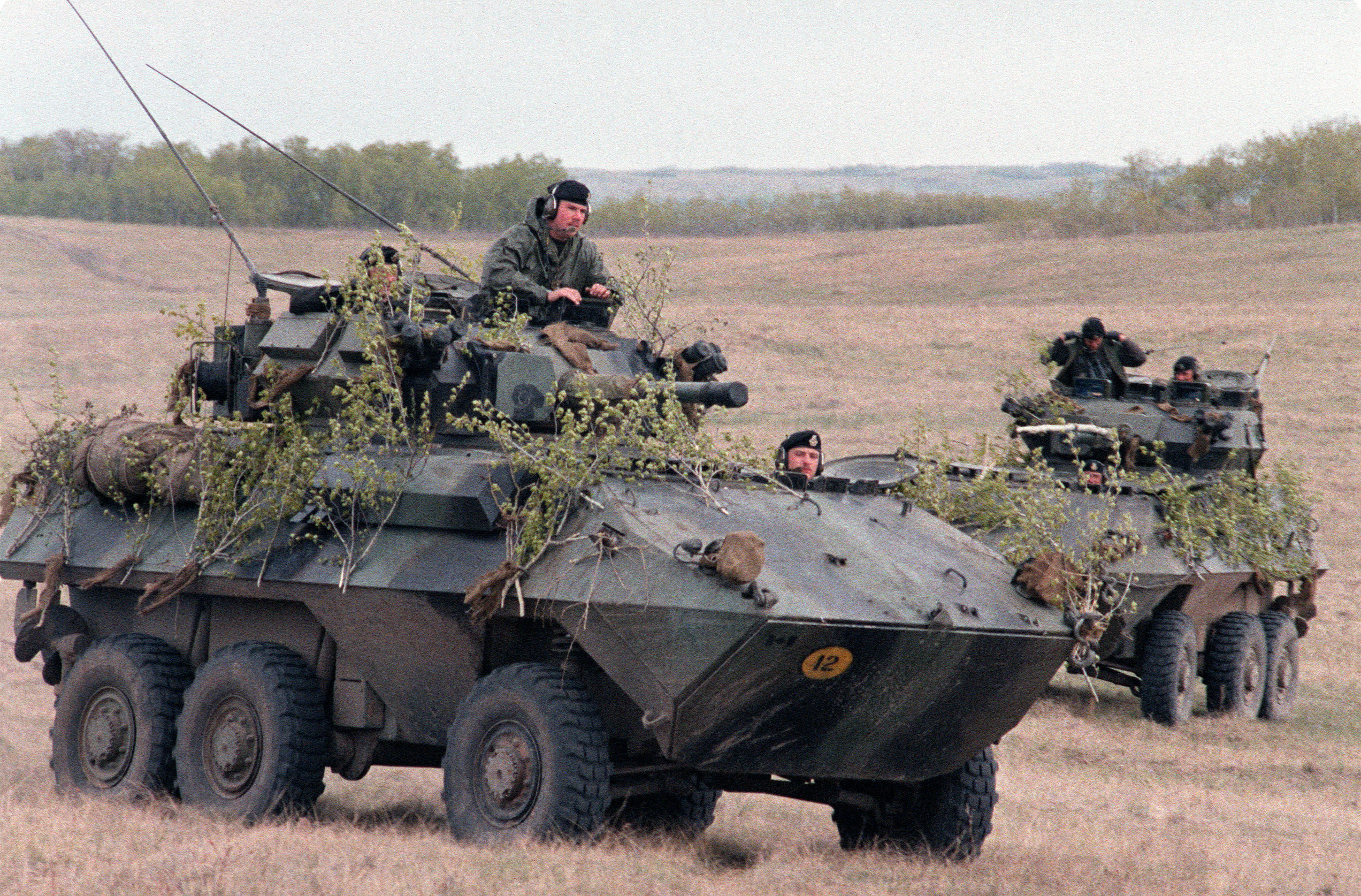
Cougar de l'armée canadienne (1983)
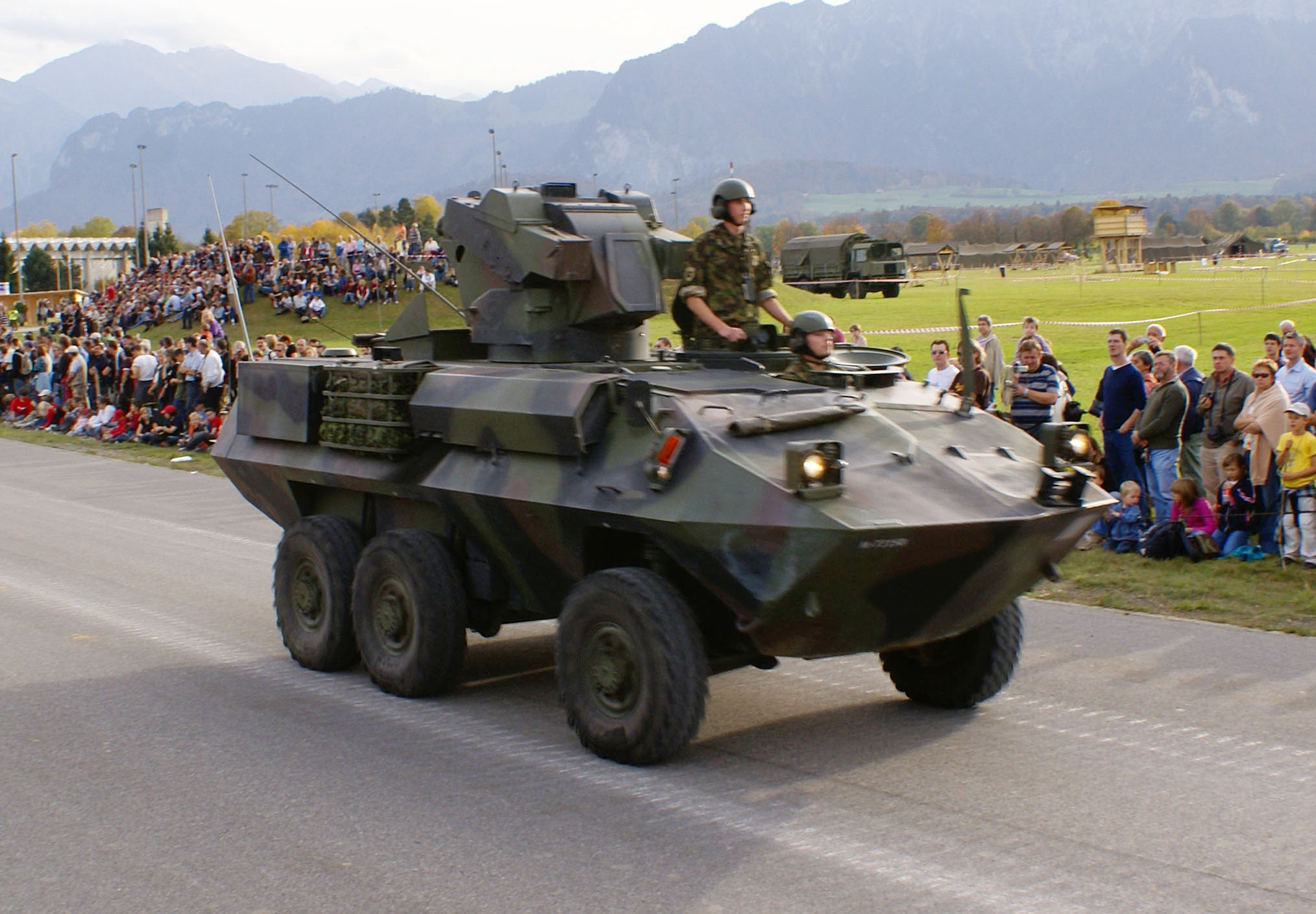
Piranha I TOW chasseur de char 90 de l'armée suisse (2006)
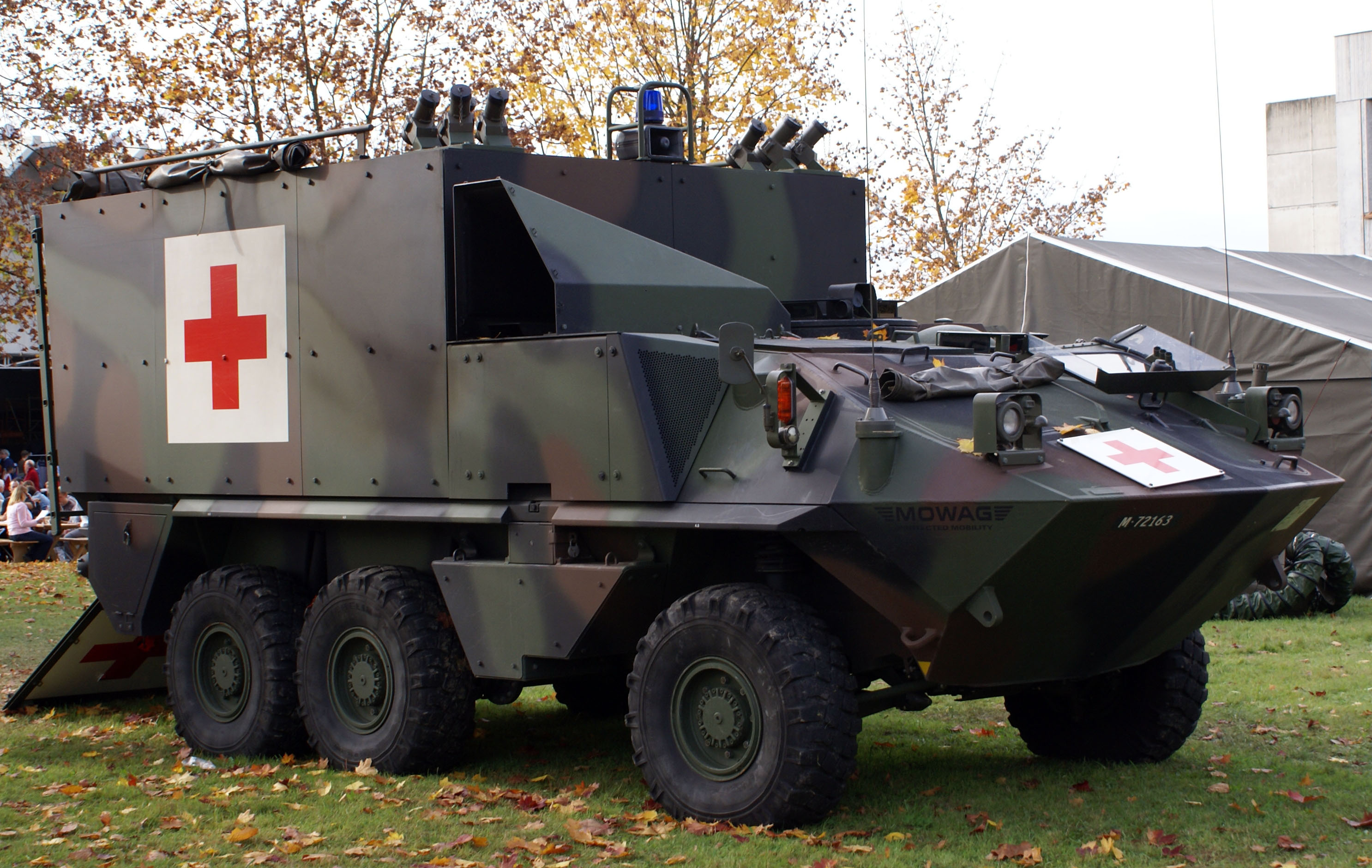
Piranha sanitaire 6x6 de l'armée suisse (2006)
LAV-25 de l'U.S. Marine Corps (2013)

#### Anciens utilisateurs
- Mission de l'Union africaine au Soudan/ Mission conjointe des Nations unies et de l'Union africaine au Darfour : 100 AVGP Cougar et 5 Husky prêtés par le Canada entre 2005 et 2009[15]
- Armée canadienne : 491 AVGP en service de 1976 à 2005 : 195 Cougar, 274 Grizzly et 27 Husky
- Forces armées du Liberia : 10 Piranha I 4×4 commandés en 1985 et livrés en 1986[9]
- Forces armées de la Sierra Leone : 10 Piranha I 4x4 commandés et livrés en 1978[9].

### Piranha II

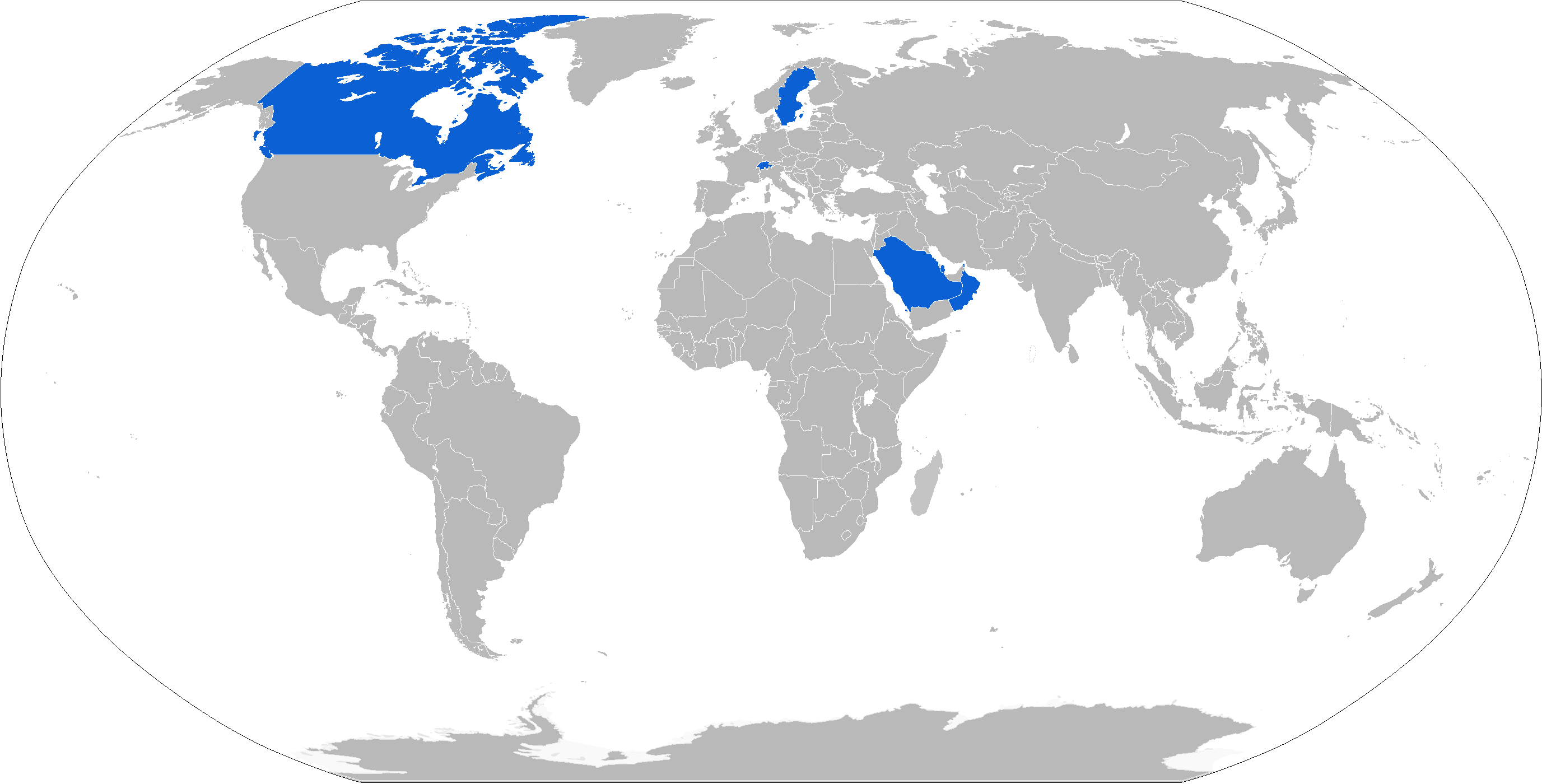
Carte des pays utilisant ou ayant utilisé le Piranha II

- Saudi Arabian National Guard (en) – 1117 LAV/Piranha II en 10 versions; 132 en commande.

- Armée canadienne – 
  - 199 Bison (en)[16]  (74 Ambulance, 60 Mortier, 35 dépannage, 16 Mobile Repair Team vehicles, 14 Electronic Warfare vehicles (AERIES)).
  - 203 Coyote

- Forces armées du Ghana – 3 Piranha II 8×8 commandés en 1998[9] et livrés en 1999[5].

- Armée royale d'Oman – 174 Piranha II 8x8 en 7 versions. En 1994 Oman commande 80 Piranha II 8x8 en 6 versions (transport de troupes avec mitrailleuse lourde 12.7 mm, mortier 81 mm, commandement, ambulance et observation d'artillerie) pour équiper le 1er bataillon de l'armée. Ils sont construits sous licence par la société britannique Alvis Vehicles LTD. Une seconde commande est signée le 7 novembre 2000 pour 80 Desert Piranha II 8x8 en 7 versions (les 6 précédentes plus une version maintenance et dépannage). Également construits par Alvis, les derniers exemplaires ont été livrés à la fin de 2002. Certains de ces véhicules sont équipés de tourelles conçues et produites localement. Aucun de ces Piranha n'a de capacité amphibie[5].

- Forces terrestres qatariennes – 40 Desert Piranha II 8x8 (36 Piranha II CCTS-90 tank hunter et 4 de commandement) construits sous licence par la société britannique Alvis PLC. 36 Fire Support Vehicles commandés en 1996, sont équipés d'un canon belge de 90 mm Cockerill[17]et 4 de dépannage). La même année, 4 véhicules de commandement sont commandés. Une version des Piranha qataris est un véhicule de reconnaissance NBC avancée intégrant un système de détection NBC et un détecteur chimique et biologique Block II[5].

- Armée suisse – 520 Piranha II 8×8 en 3 versions acquis avec les programmes d'armement de 1993, 1996 et 1999. Ils sont équipés de mitrailleuses lourdes Browning M2 de 12,7 mm et utilisent des moteurs Detroit diesel 6 cylindres en V 8,8 litres de cylindrée.
  - 347 Chars de grenadiers à roues 93 / RadSchützenpanzer 93)
    - 11 Chars école

  - 60 Panzerabwehrlenkwaffenpanzer (PAL Pz 93) : la banquette droite a été retirée pour le transport de 8 missiles antichars M47 Dragon
  - 102 Chars de commandement / Kommandopanzer (Kdo Pz 93), versions Kdo Pz 93/99 et Kdo Pz 93/99 INTAFF pour l’artillerie[5].

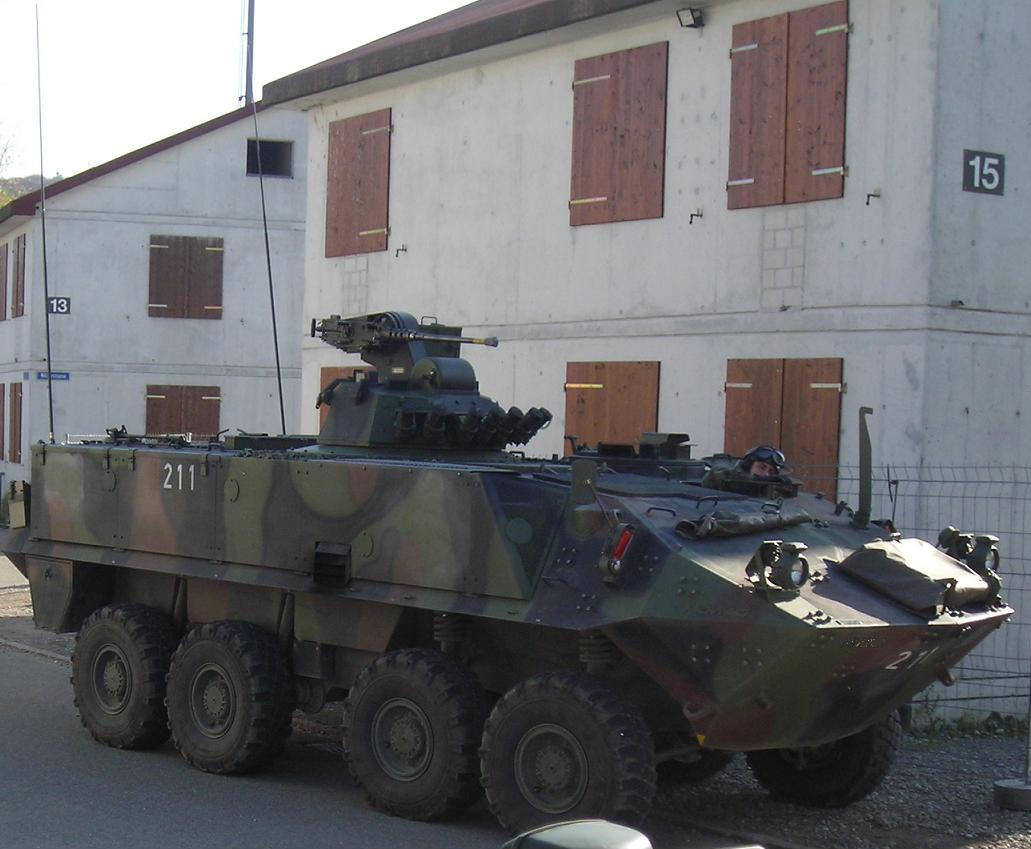
Piranha II Char de grenadiers 93 de l'armée suisse équipé d'un simulateur de tir (207)
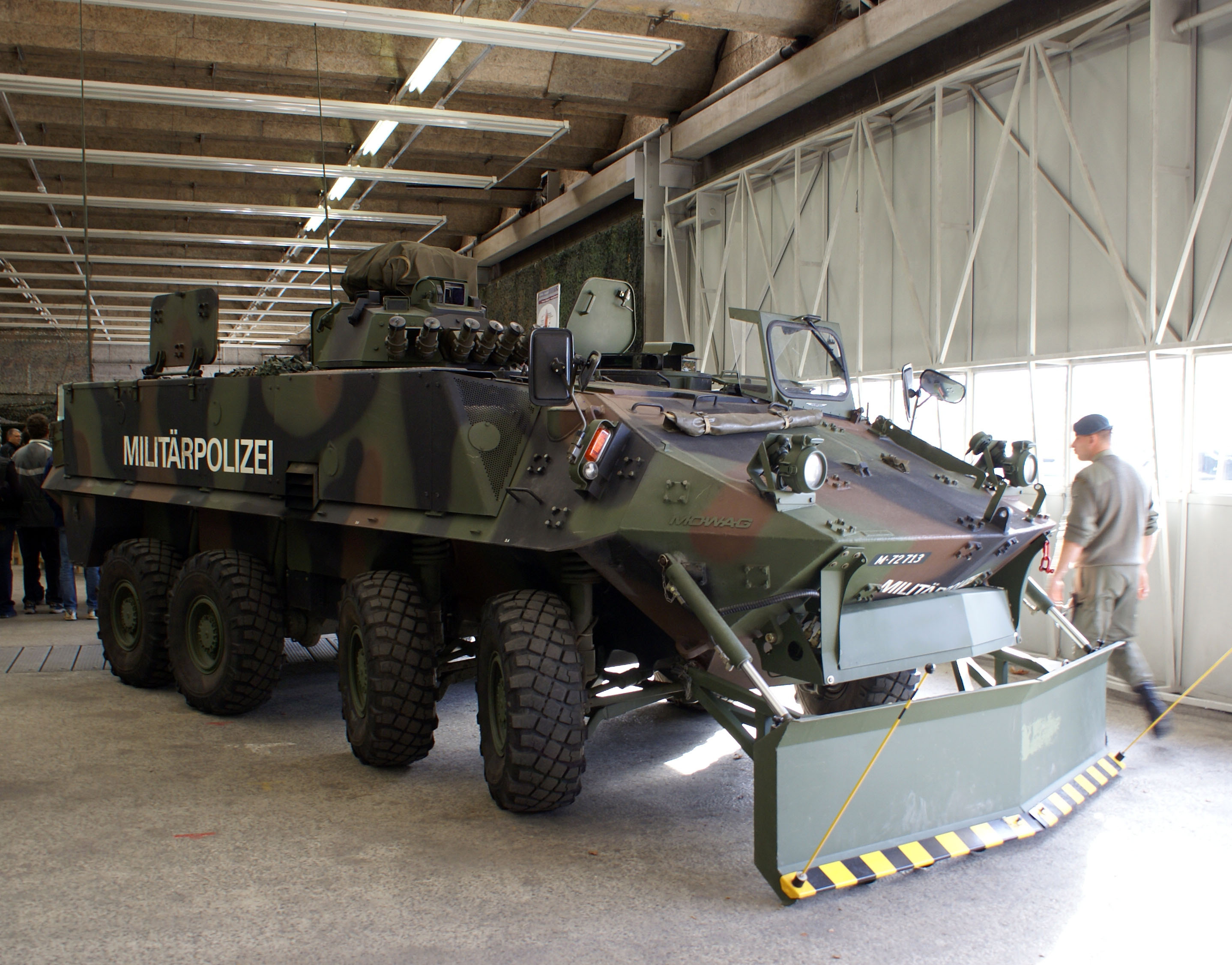
Piranha II de la police militaire suisse (2006)

#### Acquis pour essais seulement
- Forces armées suédoises : 1 Piranha II 8x8. Durant la même période que l'acquisition des Piranha III 10x10 pour la marine, la force aérienne suédoise exprima le besoin de s'équiper en véhicules protégés pour ses pistes de campagne. En 2002, un Piranha II 8x8 fut acheté pour des essais. Cependant, lorsque la Suède abandonna ses aérodromes de campagne, l'achat d'un tel véhicule était devenu superflus, et il fut attribué à d'autres tâches à l'unique exemplaire suédois de Piranha II. Il est équipé d'un système d'armes télécommandé Bofors Lemur RWS monté d'une mitrailleuse M2 12,7 mm, et peut-être équipé d'une lame frontale montée sous la proue[5].

### Piranha III

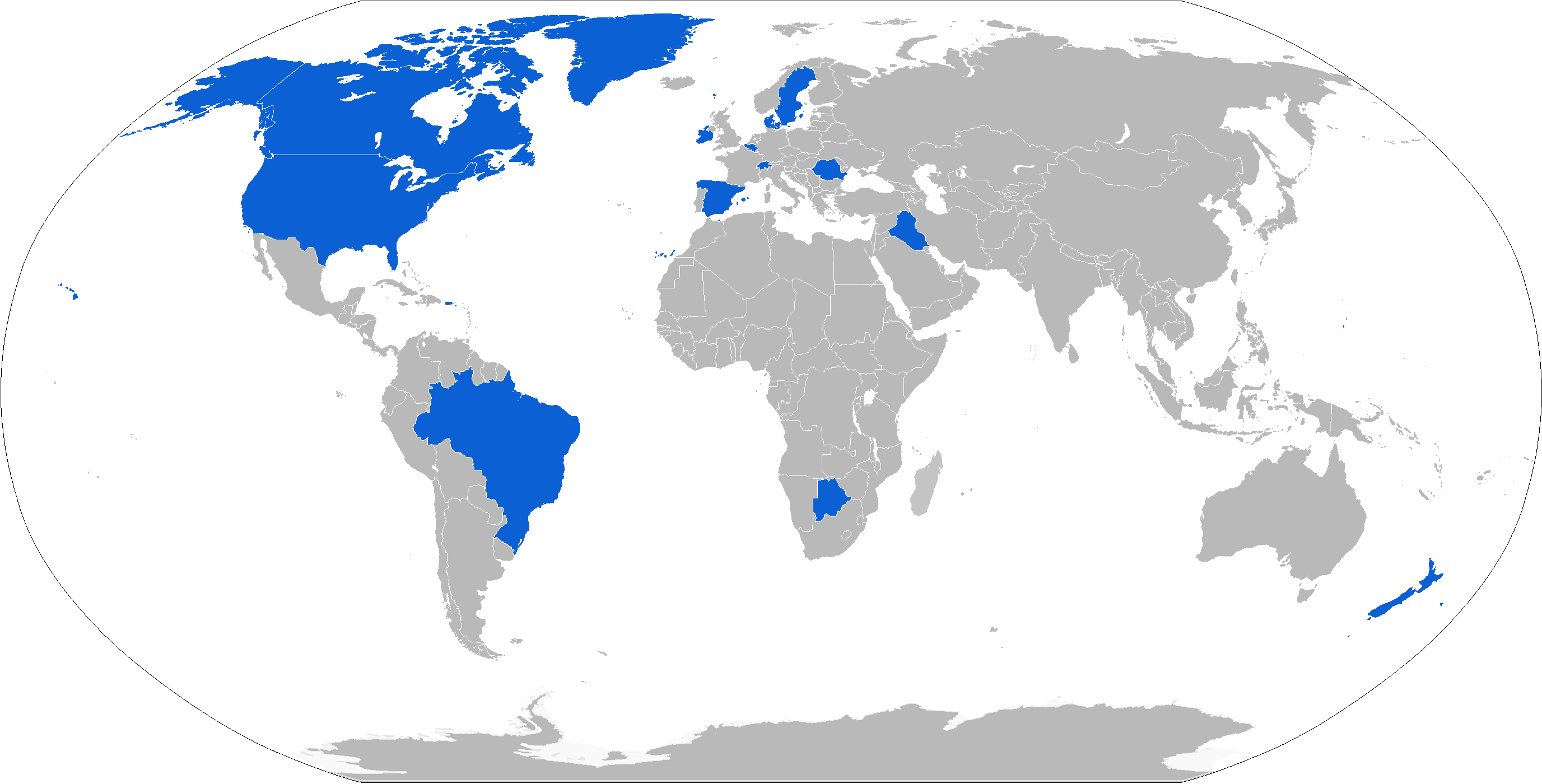
Carte des pays utilisant le Piranha III

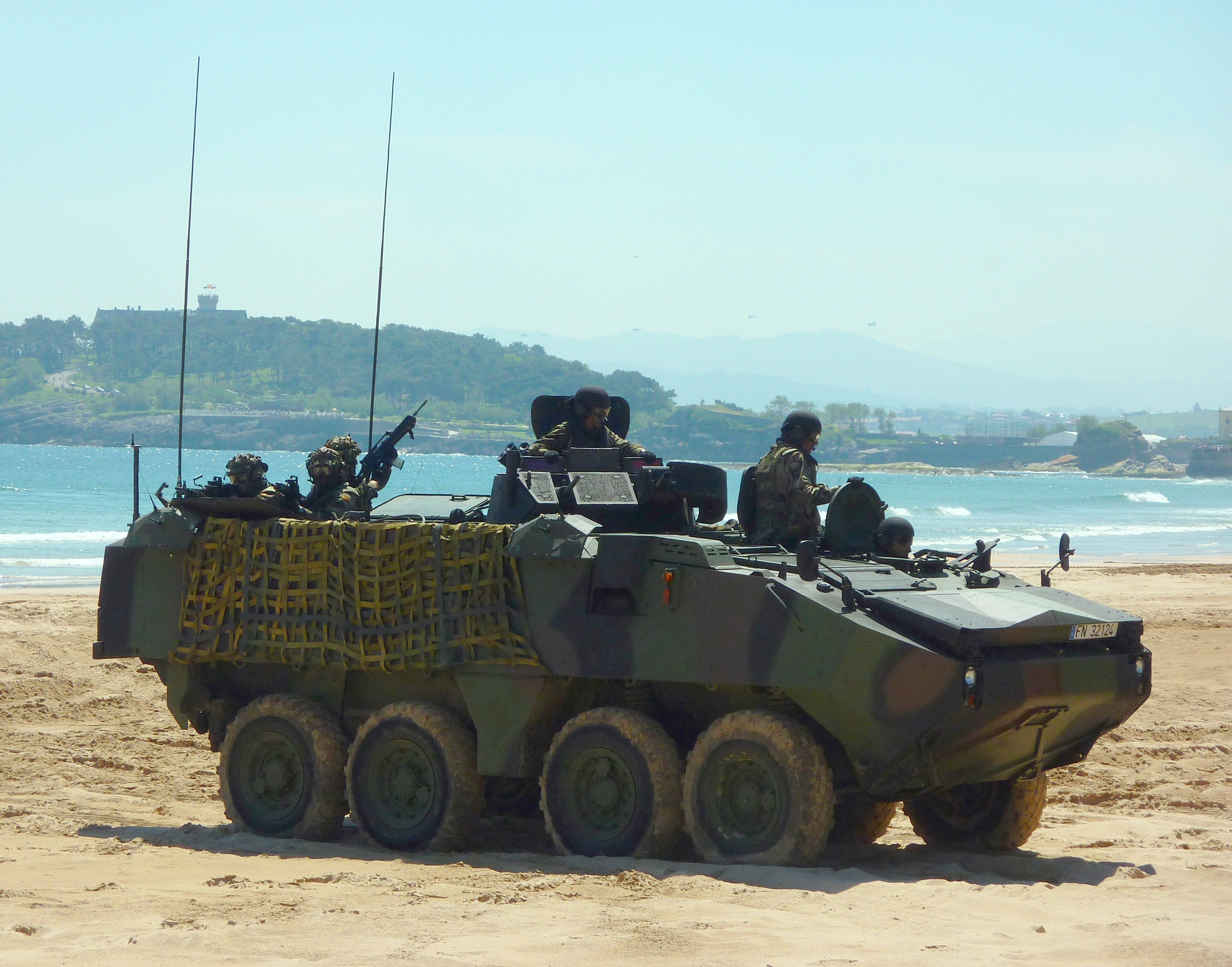
Piranha IIIC de l'infanterie de marine espagnole

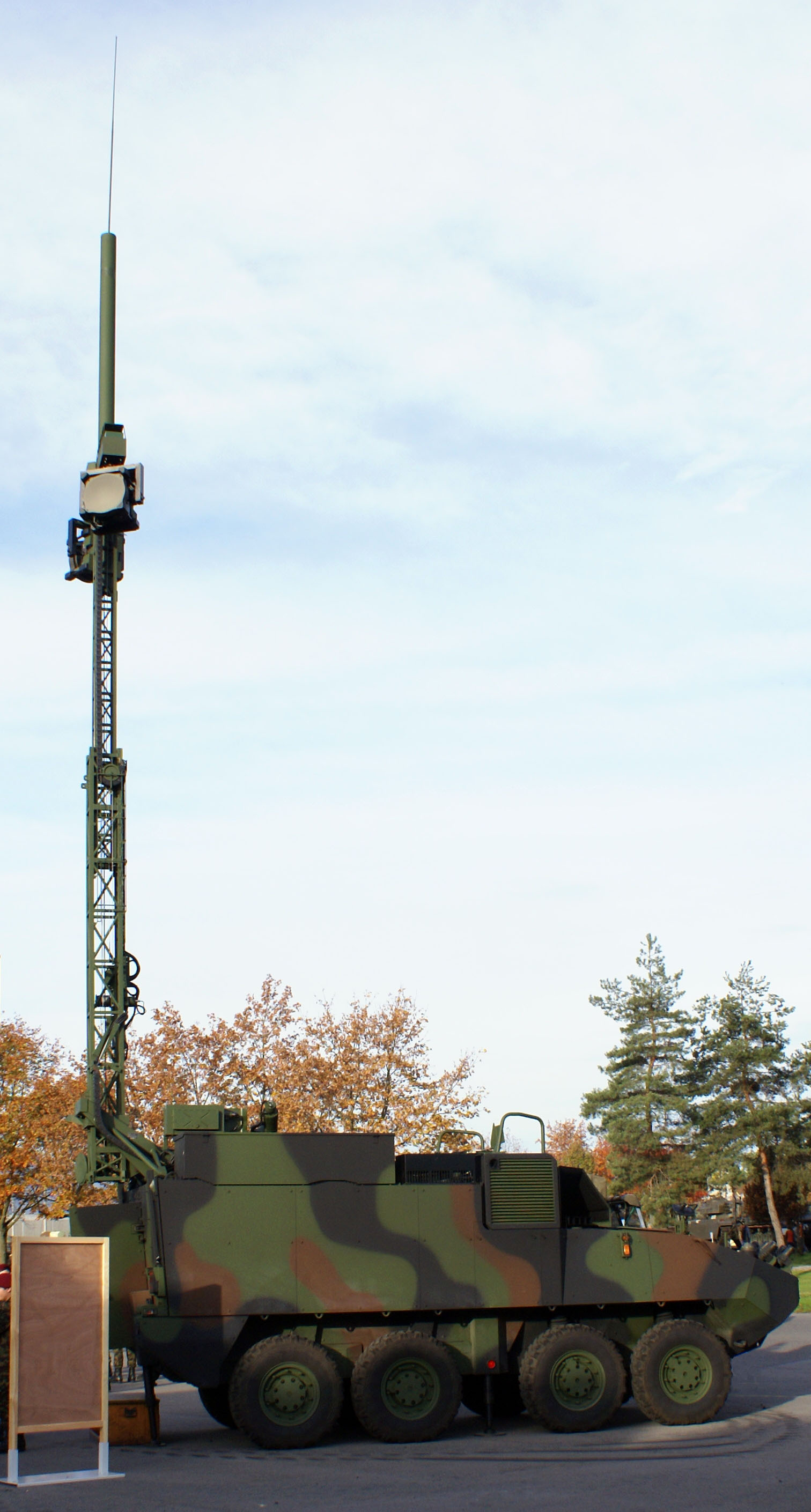
Piranha IIIC Char Radio Access Point (RAP) de l'armée suisse muni d’un mât télescopique de 13 m (2006)

- Composante terre de l'armée belge : 242 Piranha IIIC 8×8 en 7 versions[18] dans le cadre de la poursuite de la réorganisation des forces armées belges et plus spécifiquement dans le cadre du programme AIV (Armored Infantry Vehicle) de la Composante terre, le conseil des ministres a approuvé le 27 janvier 2006 l'acquisition en 3 tranches de 246 véhicules du modèle IIIC représentant 7 versions[19],[5]. En octobre 2024, pour la troisième fois en cinq ans, la Direction générale des ressources matérielles [DGMR]  a pris la décision de suspendre temporairement l’utilisation de ses Piranha, après la découverte de fissures sur le châssis de plusieurs d’entre eux[20].
  - Piranha FUS, infanterie (10 fantassins) avec mitrailleuse lourde de 12,7 mm : 99[21]
  - AIV Piranha IIIC 8X8 DF30, appui avec canon de 30 mm : 32[22]
  - Piranha DF90, tir tendu avec une tourelle LCTS 90 de CMI Defence équipée d'un canon de 90 mm : 18[23] (option pour 22 autres non levée)
  - Piranha CP, commandement : 24[19]
  - Piranha Genie, génie : 18[24]
  - Piranha Recovery, dépannage : 17[25]
  - Piranha Ambulance, évacuation médicale : 12[26]
  - Piranha reconnaissance NRBC : 4

- Force de défense du Botswana : 45 Piranha IIIC commandés en 2002 et livrés en 2003-2004[9].

- Corpo de Fuzileiros Navais (Infanterie de marine) : 30 Piranha IIIC en 4 versions (transport de troupes, commandement, ambulance et maintenance). 12 véhicules commandés en 2006 et 2007 (11 transports de troupes et 1 dépannage) et 18 en 2008, principalement pour la mission de l'ONU à Haïti[27],[5].

- Armée canadienne :  
  - 651 VBL III (LAV III)[16]., 638 en service (13 détruits en Afghanistan) : 313 Infantry Section Carriers, 181 commandement, 47 Forward Observation Officer (FOO), 44 génie.
    - 550 + 66 LAV 6.0 : 550 LAV III mis à niveau au standard LAV 6.0 dans le cadre du programme LAV UP en 2019. Les configurations comprennent 278 Infantry Section Carrier (ISC), 181 Command Post Vehicle (CPV), 47 Observation Post Vehicle (OPV), et 44 Engineer LAV (ELAV). D'ici 2020, 66 véhicules supplémentaires seront mis à niveau au standard LAV 6.0 dans le cadre du programme LAV Recce Surveillance System (LRSS).

  - 360 LAV ACSV Super Bison en commande : En remplacement des M113 et Bison 360 Armoured Combat Support Vehicles (ACSV) ont été commandés auprès de General Dynamics Canada en août 2019. Les configurations comprennent 41 Troop Cargo Vehicle (TCV), 49 Ambulance, 97 Command Post Vehicle, 19 Engineer Vehicle, 18 Electronic Warfare Vehicle, 54 Maintenance Recovery Vehicle, 70 Mobile Repair Team, et 13 Fitter/Cargo Vehicle. Les premiers véhicules seront livrés en 2021.

- Forces armées danoises : 22 Piranha IIIH et 91 Piranha IIIC. La première commande intervient le 29 décembre 1997 pour 22 Piranha IIIH en 3 versions (18 véhicules de transport de troupes (APC), 2 de commandement (CP) et 2 de dépannage (ARV)). Les deux premiers sont livrés le 28 mai 1999, les autres, reçus en kit et montés[9] par Falck-Schmidt à Odense, sont livrés en 2000 (12 exemplaires en août, les 10 derniers avant décembre). 11 véhicules sont déployés au Kosovo en février 2001. En juin 2003, 22 Piranha IIIC sont commandés en kit (11 transport de troupes et 11 ambulances). Le 4 octobre 2004, une commande de 69 Piranha IIIC est signée : 5 ambulances (livrées entre avril et juillet 2005), 42 APC (livrés entre avril 2006 et février 2007), 6 de commandement (livrés entre septembre en novembre 2006) et 16 de reconnaissance (livrés entre mars et juillet 2007)[5]. En juillet 2007, un total de 91 Piranha IIIC avait été livrés par Mowag[28]. 
  - 53 Transports de troupes (APC), équipés de la mitrailleuse lourde 12.7mm OHW
  - 16 Piranha IIIC Ambulance. Pour le transport d'un patient sur civière et 5 patients assis, ou 2 patients sur civière et un patient assis. Ces véhicules remplacent les Sisu XA-185.
  - 5 Piranha IIIC Command and Control (C2). Early Entry HQ et poste de commandement avancé du commandement terrestre[29]. Ces véhicules ont une protection NRBC
  - Piranha IIIC Communications and Informations Systems (CIS). Communication HF, VHF et UHF, communication satellite (SATCOM) qui connecte les forces danoises à l'étranger au réseau LAN/WAN des forces armées danoises au Danemark.
  - Piranha IIIC, Tactical Air Control Party (TACP)

- Infanterie de marine espagnole : 39 Piranha IIIC 8x8: 26 de combat d'infanterie, 2 véhicules de commandement, 2 ambulances, 1 d'évacuation, 4 de sapeurs et 4 de reconnaissance[30].

- United States Army : 4 466 Stryker commandés en tout (2012)

- Irish Defence Force : 80 Piranha IIIH en 6 versions. Le Piranha IIIH 8x8, en compétition avec le Steyr Pandur, est choisi par l'IDF pour remplacer le Panhard M-3. En novembre 1999, un contrat de 50,8 millions d'Euro est signé pour 40 véhicules (34 VTT, 4 commandement, 1 dépannage et de maintenance, 1 ambulance). En juin 2001, les premiers véhicules sont livrés à la compagnie B du 3e bataillon d'infanterie après avoir été équipés de radios et d'équipements divers au camp de Curragh. En décembre 2003, une seconde commande de 25 véhicules (20 VTT, 4 commandement, 1 ambulance) est signée pour un montant de 50,8 millions d'Euro. Une troisième commande de 15 véhicules de reconnaissance (9 CRV et 6 MRV) intervient le 20 décembre 2005 pour un montant d'environ 36,5 millions d'Euro. La livraison débute en février 2007[5]. Les Piranha IIIH irlandais sont équipés de moteurs diesel turbocompressé de 6 cylindres MTU 6V183 de 405,5 ch (400 hp) et d'une transmission automatique ZF Ecomat 7HP600 avec 7 vitesses AV et une marche arrière.
  - 45 véhicules de transport de troupes (VTT) armés d'une mitrailleuse lourde M2 12.7 mm sur tourelle Thales FVT800 et d'une mitrailleuse coaxiale FN GPMG 7.62 mm équipées d'optique Avimo jour/nuit avec télémètre laser à sécurité oculaire E-DGNS. Ils sont équipés de 8 lance-grenades fumigènes 66mm[5].
  - 8 véhicules de commandement armés d'une mitrailleuse lourde 12.7 mm et d'une mitrailleuse coaxiale 7.62 mm
  - 18 Close Reconnaissance Vehicles (CRV) armés d'une mitrailleuse lourde 12.7 mm ou d'un lance-grenades automatique 40 mm sur Kongsberg Protector (RWS). 9 de ces véhicules sont des transports de troupes convertis en 2014–2015.
  - 6 Medium Reconnaissance Vehicles (MRV) armés d'un canon automatique Mk44 Bushmaster II 30 mm sur tourelle Oto Melara et d'une mitrailleuse coaxiale 7.62 mm. équipés d'optique Avimo jour/nuit avec télémètre laser
  - 2 ambulances, 1 véhicule de dépannage et de maintenance

- New Zealand Army : 105 NZLAV[16].

- Forces armées roumaines : 33 Piranha IIIC[31].

- Forces armées suédoises : 13 Piranha IIIC 10x10 au sein du régiment commande et contrôle de l'armée (Ledningsregementet (sv)), transférés du corps amphibie (Amfibiekåren) de la marine.
  - 7 véhicules blindés de commandement Pansarterrängbil 97 (Patgb 97) (Lirka ACV pour Armoured Command Vehicle)[32]. En automne 1996, l'administration suédoise du matériel de défense (FMV) commande deux Piranha IIIC 10x10 ACV (Armoured Command Vehicle) pour l'artillerie côtière (Kustartilleriet (sv)) de la marine, auxquels s'ajoutent cinq véhicules en 1998[9]. Deux Lirka ACV sont livrés en 1997[5] et 5 autres en 1998-1999[5],[9]. En Suède, les 14 m3 intérieurs du Piranha III 10x10 sont dotés d'équipements électroniques de commandement C3I[5]. Cependant, le rôle de ces véhicules est devenu flou après la dissolution de l'artillerie côtière, réorganisée en corps amphibie (Amfibiekåren (AMF) (sv)), lors de la réforme des forces armées suédoises en 2000. Ils furent utilisés pour différentes tâches ou simplement stockés. Ils ont notamment été utilisés avec le projet ArtDemo qui implique le nouveau camion d'artillerie Bofors Archer. Il est alimenté en électricité par un groupe auxiliaire de puissance de 40 kW et peut-être équipé d'une lame frontale montée sous la proue. Les Piranha III 10x10 ACV sont propulsés par un moteur diesel Scania DSJ9-48A de 392 ch (387 hp)[5].
  - 6 Radarpansarterrängbil Arte 740[33] (Kapris ASV pour Armoured Sensor Vehicle), développé pour la direction des feux d'artillerie et la détection de cibles terrestres et aériennes[34]. En 1996, la FMV confie à Mowag le développement d'un véhicule senseur blindé (ASV) sur la base du Piranha III 10x10. Le résultat est un véhicule assez complexe incluant un mat hydraulique dépliable qui dispose de deux positions de travail à 10m et 15m et d'un système d'auto-levage permettant de lever le véhicule avant le déploiement du mat, opération qui dure 3 minutes. Le 24 août 2000, un contrat est signé pour cinq ASV de série pour la Kustartilleriet. Ils sont livrés en 2002[9]. Le mat dépliable porte la dernière génération de radar de défense côtière d'Ericsson, le Giraffe ARTE 740 (en). Un groupe auxiliaire de puissance de 40 kW alimenté en électricité le radar et les systèmes de communication. Les Piranha III 10x10 ASV sont propulsés par un moteur diesel Scania DSJ9-48A de 405,5 ch (400 hp). Un treuil de 8 tonnes est placé à l'avant gauche de la coque, et il possède un système de surpression filtrant 170 m3 d'air par minute pour la protection NBC. Il mesure 9,6 m de long, 2,6 m de large et 3,8 m de haut. L'ensemble, mis en action par 6 membres d'équipage, est spécialement adapté aux rudes hivers du nord de la Suède[5]. Comme pour les 7 Lirka ACV, ils furent utilisés pour différentes tâches ou simplement stockés. Certains de ces véhicules ont été loués aux Australiens pour la détection de l'artillerie en Afghanistan avant qu'ils n’acquièrent ce type de radar (Arte 740).

- Armée suisse – 80? Piranha IIIC, dont 12 de commandement (commande en mai 2000), 36 Char Radio Access Point (RAP) munis d’un mât télescopique de 13 m (programme d’armement 2002), 20 Véhicule de communication (programme d'armement 2007)[35] et 12 Véhicule d‘exploration ABC (vhc expl ABC / ABC Aufkl Fz)[36].

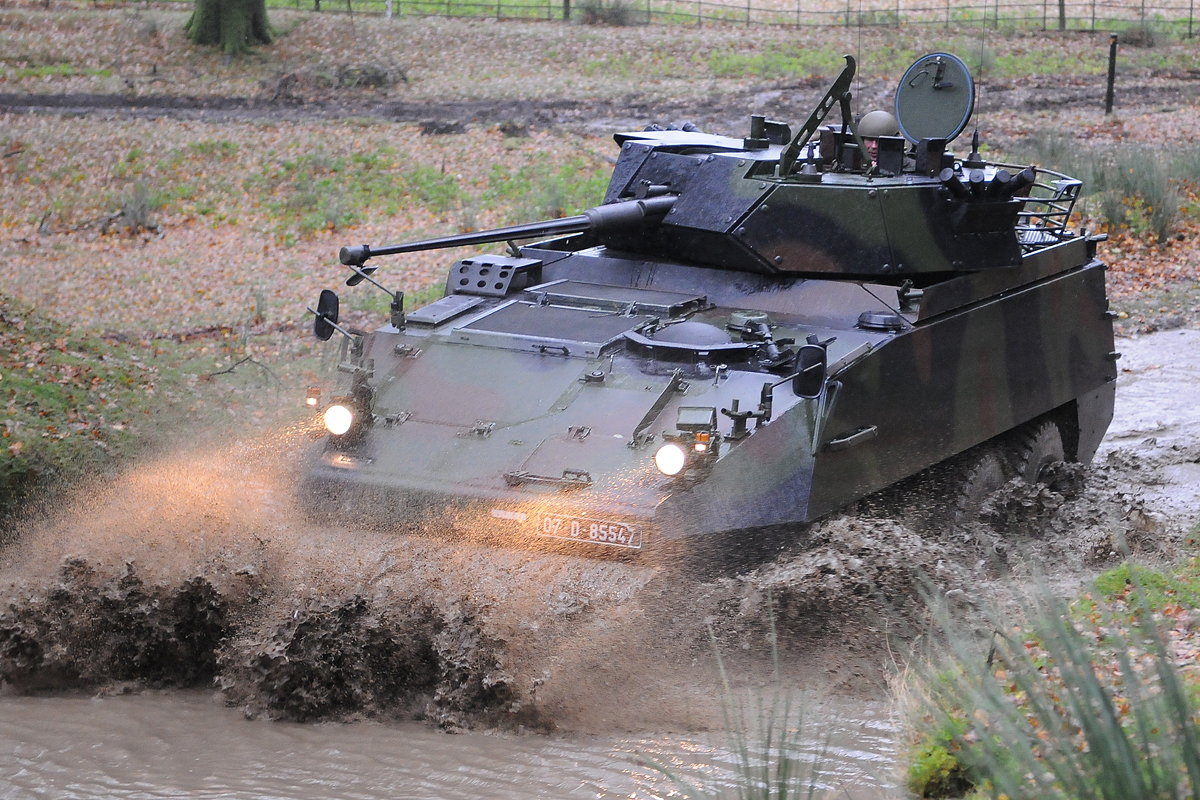
Piranha III de l'armée irlandaise (2009)
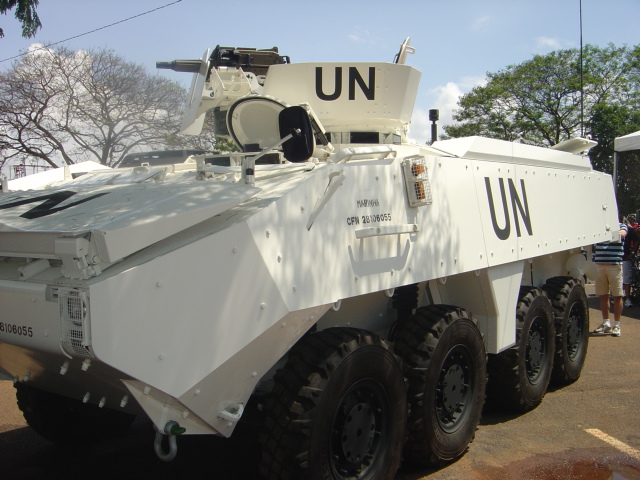
Piranha III de l'infanterie de marine brésilienne aux couleurs de l'ONU (2009)
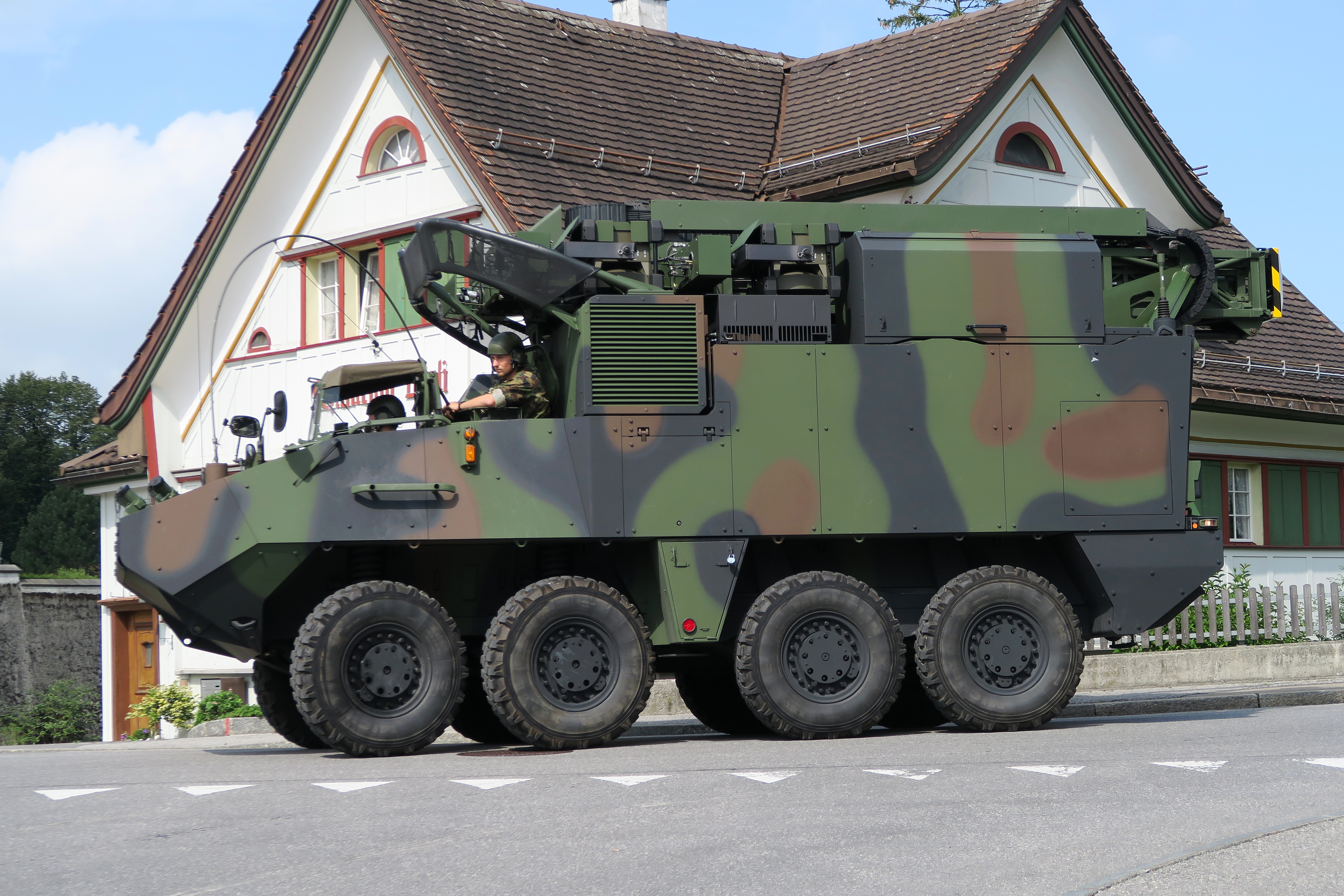
Piranha III KOMPAK de l'armée suisse de guerre électronique (2015)
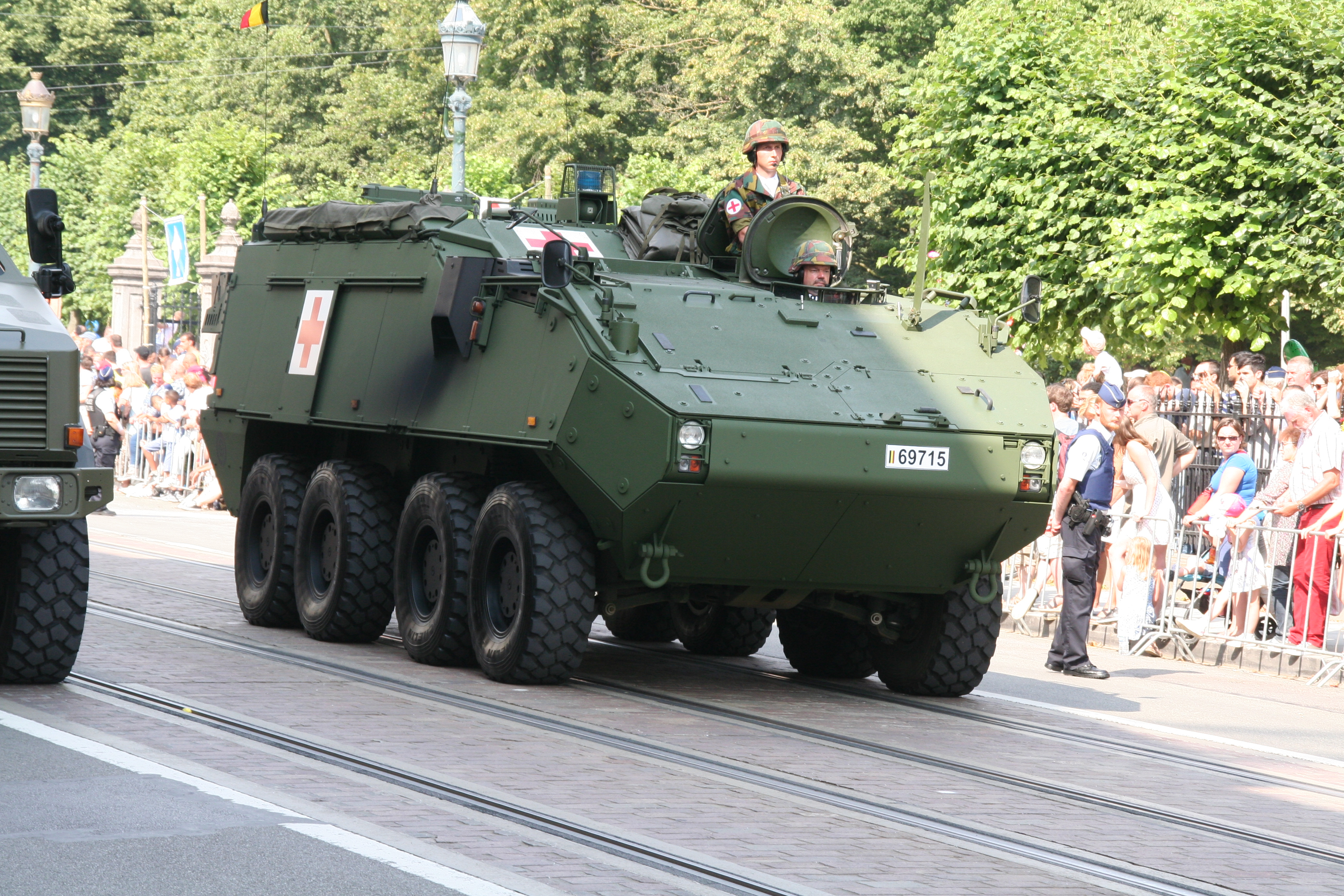
Piranha III Ambulance de l'armée belge (2016)
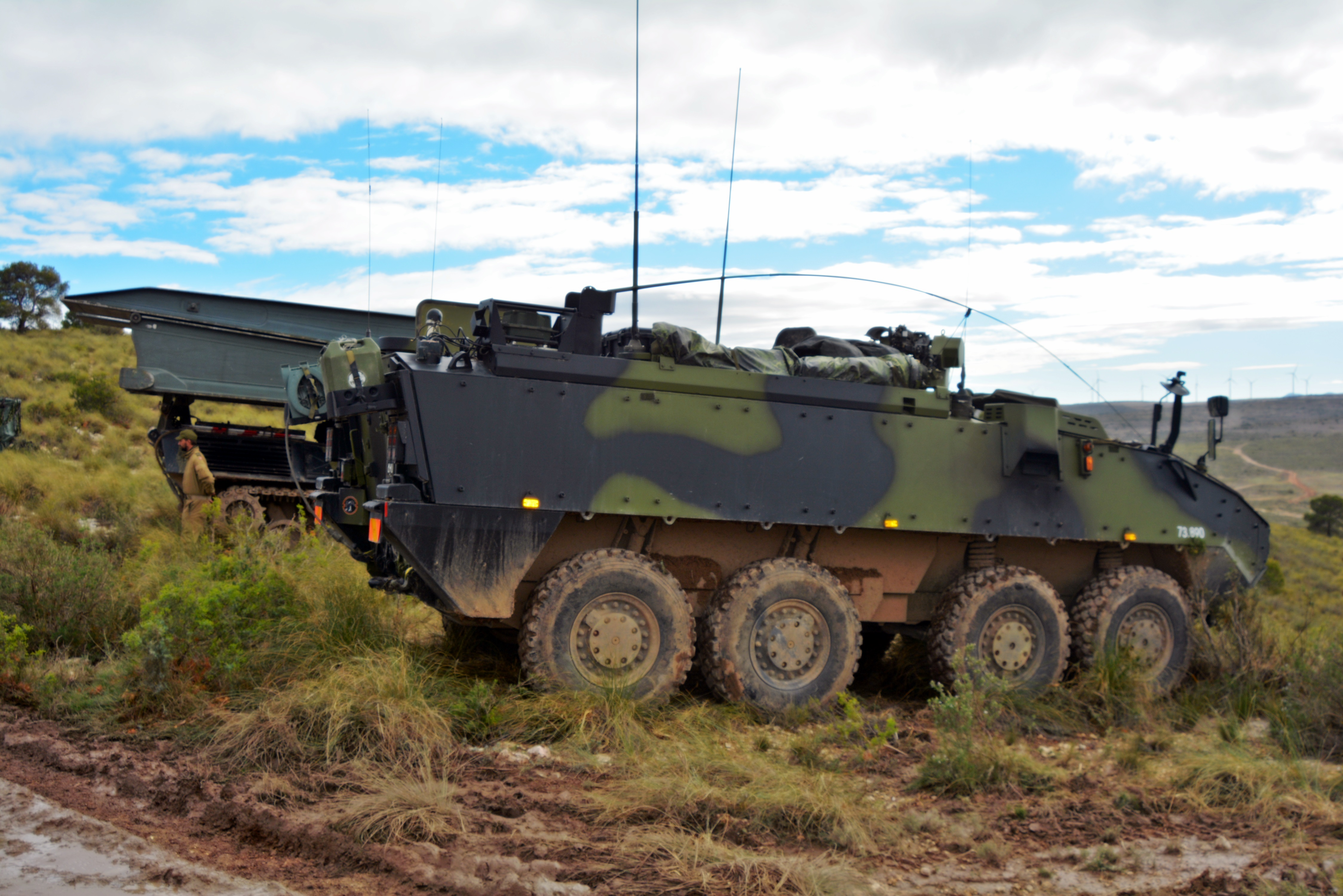
Piranha III de l'armée danoise (2015).

### Piranha IV
- Armée suisse :
  - 32 Piranha IV équipés du mortier semi-automatique RUAG Cobra[37]
  - 60 Véhicules pour sapeurs de chars 8x8 Piranha IV en commande. Commandés avec le programme d'armement 2021 pour le remplacement des chars de sapeurs 63/05 M-113. Avec station d’arme (mitrailleuse 12,7 mm 07), lames d’évacuation, préhenseurs.

### Piranha V

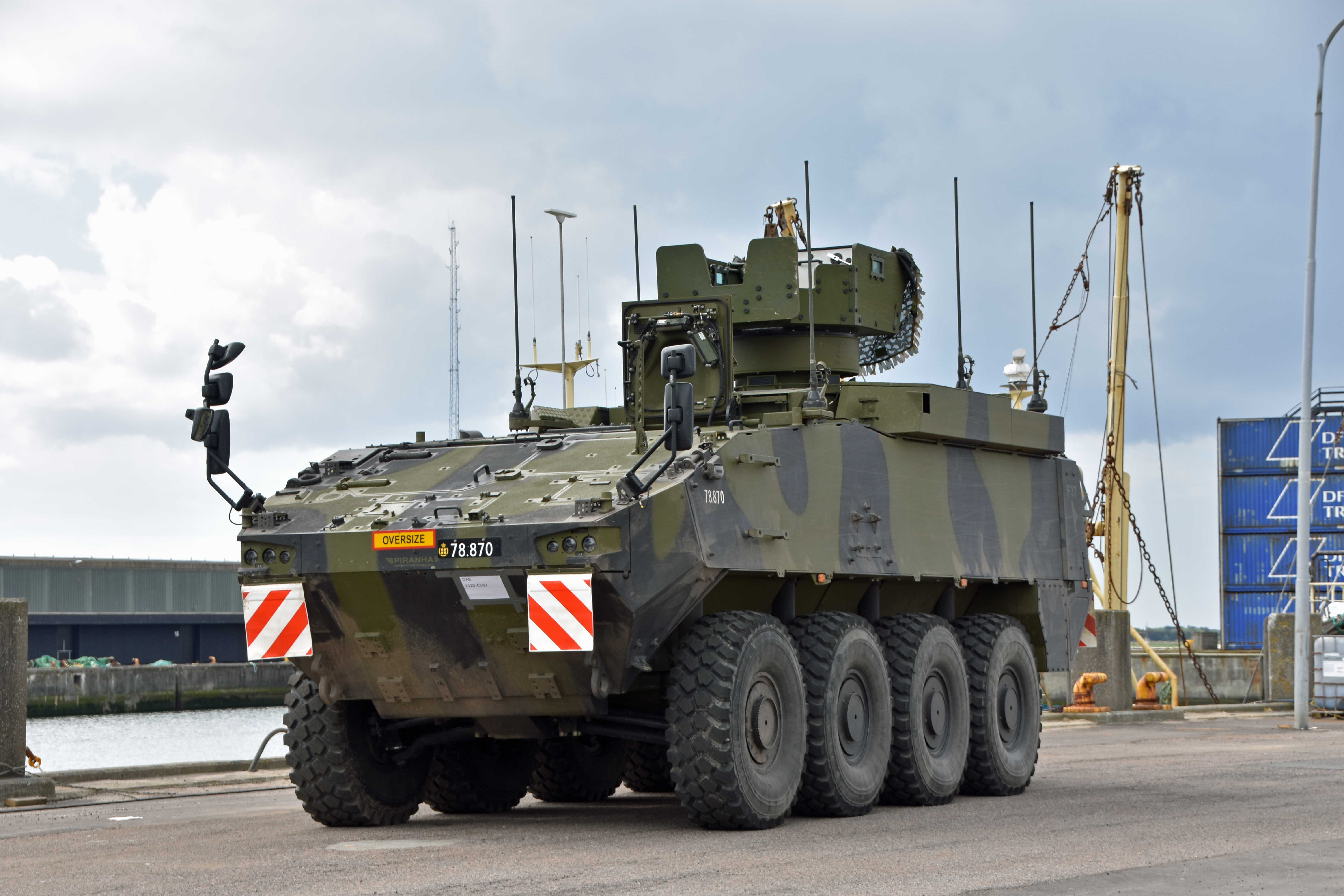
Piranha V danois (2021)

- Forces armées danoises : 309 Piranha V commandés le 11 décembre 2015 pour 4,5 milliards de couronnes danoises soit 650 millions de dollars américains pour une livraison prévue entre 2018 et 2023[38]. 15 seront équipés au début des années 2020 de mortiers automatiques de 120 mm A3MS[39], d'autres recevront des missiles antichars Spike LR2[40]. La livraison effective commence le 27 mars 2019[41].
- Ejército de tierra – 5 Piranha V acquis en 2015 comme prototypes pour le programme Dragon (véhicule blindé).
- Compagnie des Carabiniers du Prince – 2 Piranha V[42].
- Forces terrestres roumaines: 36 (novembre 2018) sur 227 en commande en 6 variantes (véhicule de combat d'infanterie (canon 30 mm), mortier 120 mm, commandement, CBRN, ambulance, dépannage). Le contrat s'élevant un plus d'un milliard de US dollars (895 millions d'Euros) est signé le 12 janvier 2012, 30 sont produits par GDELS-Mowag en Suisse et 197 par Uzina Mecanica Bucuresti à Bucarest (UMB), soit 30 à 40 véhicules par an[43].

## Déploiements et engagements
Australie
Entre 1999 et 2013, l'armée australienne avait en permanence des ASLAV engagés en opérations extérieures.
Le 21 septembre 1999, la section C du second régiment de cavalerie déploie 22 ASLAV débarqués du HMAS Tobruk à Dili au Timor Oriental dans le cadre de la Force internationale pour le Timor oriental (INTERFET). 7 ASLAV ont par la suite rejoint le contingent. Ils étaient utilisés pour des tâches d’escorte de convoi, de surveillance, de reconnaissance, de communications, de recherche, de points de contrôle et de force de présence
De 2003 à 2009, l'armée australienne a déployé des ASLAV en Iraq dans le cadre de son engagement dans la guerre en Irak. Ces véhicules ont été utilisés au sein du SECDET (en) à Bagdad, de l'AMTG (en) et de l'OBG (W) (en) dans la province de Dhi Qar. Le premier engagement australien du canon 25 mm de l’ASLAV eut lieu le 13 avril 2004 lorsqu'un ASLAV de la SECDET attaqua une position de mortier qui tirait dans la Zone verte de Bagdad.
De 2006 à 2013, l'armée australienne a déployé des ASLAV en Afghanistan dans le cadre de son engagement dans la guerre en Afghanistan. Principalement déployés dans la province d'Orozgân, les véhicules ont été utilisés dans le cadre de la Reconstruction Task Force (RTF), de la Mentoring and Reconstruction Task Force (MRTF) et de la Mentoring Task Force (MTF) ainsi que dans le soutien au Special Forces Task Group (SFTG).
Brésil
À partir de février 2007, les troupes de marines brésiliennes ont déployé leurs Piranha IIIC à Haïti au sein de la MINUSTAH.
Chili
Le Chili a déployé à plusieurs reprises ses Piranha lors d'opérations de l'ONU auxquelles le Chilean Joint Peacekeeping Operations Center (en) participait.
Danemark
À partir de février 2001, les forces armées danoises opèrent 11 Piranha IIIH au sein de la KFOR au Kosovo. Dès 2003 des Piranha sont déployés en Irak.
États-Unis
L'United States Marine Corps a opéré ses LAV-25 lors de l'invasion du Panama en 1989, de la guerre du Golfe en 1990, de l'opération Uphold Democracy à Haïti en 1991, de la guerre en Afghanistan à partir de 2001 et de la guerre en Irak à partir de 2003.
Irlande
L'IDF a déployé 6 Piranha IIIH avec 200 soldats en Érythrée au sein de l'UNMEE du 5 décembre 2001 jusqu'à mis 2003. D'autres sont opérés au sein la KFOR au Kosovo à partir d'octobre 2003. En novembre 2003, une compagnie a été déployée au Liberia avec 22 Piranha (UNMIL). Le 31 octobre 2006 le 34e groupe d'infanterie quitte l'Irlande pour servir au sein la FUNIL au Liban. Le détachement de 158 soldats est doté de 12 Piranha pour assurer la sécurité et la reconnaissance pour 250 soldats du génie finlandais.
Nigeria
Les Forces armées nigérianes ont notamment déployé des Piranha au Liberia au sein de l'UNMIL.
Suisse
Des Piranha II 8x8 sont déployés au Kosovo avec la Swisscoy au sein la KFOR.